# Trédion
Trédion är en kommun i departementet Morbihan i regionen Bretagne i nordvästra Frankrike. Kommunen ligger i kantonen Elven som tillhör arrondissementet Vannes. År 2022 hade Trédion 1 369 invånare.

## Befolkningsutveckling
Antalet invånare i kommunen Trédion
| Referens: INSEE |